# Satoši Tezuka
Satoši Tezuka (* 4. září 1958) je bývalý japonský fotbalista.

## Klubová kariéra
Hrával za Fujita Industries.

## Reprezentační kariéra
Satoši Tezuka odehrál za japonský národní tým v letech 1980–1988 celkem 25 reprezentačních utkání.

## Statistiky
| Japonsko | Japonsko | Japonsko |
| Roky     | Záp.     | Góly     |
| -------- | -------- | -------- |
| 1980     | 2        | 0        |
| 1981     | 6        | 0        |
| 1982     | 0        | 0        |
| 1983     | 0        | 0        |
| 1984     | 0        | 0        |
| 1985     | 2        | 0        |
| 1986     | 4        | 0        |
| 1987     | 8        | 2        |
| 1988     | 3        | 0        |
| Celkem   | 25       | 2        |